# Damian: Son of Batman
Damian: Son of Batman (с англ. — «Дэмиен: Сын Бэтмена») — ограниченная серия комиксов, состоящая из 4 выпусков, которую в 2013—2014 годах издавала компания DC Comics.

## Сюжет
Бэтмен и его сын Дэмиен расследуют убийство множества людей в доках. Среди трупов они находят рыбу-бомбу с лицом Джокера, которая взрывается и убивает Бэтмена. Через несколько недель после похорон Дэмиен отправляется на остров своего деда Ра’с аль Гула. Он обращается к нему и своей матери, Талии, за помощью, но те отказывают. Мать говорит о своём разочаровании, что Дэмиен выбрал путь Робина вместо того, чтобы присоединиться к их Лиге Убийц. Однако дед предлагает Дэмиену стать новым Бэтменом, на что он называет его сумасшедшим и уходит. Многие суперзлодеи заявляют, что они покончили с Бэтменом, и Дэмиен в гневе убивает Мистера Фриза, Убийцу Крока и Гориллу Гродда. После он разговаривает со священником в церкви, и последний говорит юноше, что убийства — не выход. После, дома, об этом же говорит Альфред, но Дэмиен ругается с дворецким. Он идёт в пещеру за мотоциклом, чтобы поехать и убить Джокера, но его останавливает Брюс Уэйн, появлению которого Дэмиен очень удивляется.
Брюс в гневе, что Дэмиен убивает преступников, и вступает с ним в схватку. После непродолжительной драки Бэтмен вырубается, и Альфред прогоняет Дэмиена. Робин снова разговаривает со священником, который наставляет ему стать новым Бэтменом и искупить свои грехи. Затем Дэмиен играет в шахматы с компьютером, пока другая машина ищет данные о местонахождении Джокера. В последний раз клоун был замечен дроном в заброшенной лечебнице «Аркхем». Дэмиен надевает мантию Бэтмена и навещает отца, находящегося в коме. Сын говорит отцу, что исправится, а когда уходит, Брюс приоткрывает глаза, смотря ему в спину. Дэмиен прибывает в «Аркхем» и осматривает камеры суперзлодеев. В палате Джокера он находит следы профессора Пига. В тот момент за Брюсом ухаживает нанятая Альфредом медсестра. Новый Бэтмен находит Пига и сражается с его доллотронами, которым в ходе боя удаётся выбросить супергероя из окна.
Дэмиен упал в реку, откуда его вытащил и привёз домой Альфред. Заботясь о нём в пещере, дворецкий теряет сил и умирает. Кот Альфреда будит Дэмиена, и новый Бэтмен удивляется говорящему животному. Бэт-компьютер обнаружил приспешников Пига, и Дэмиен отправился к ним. Антропоморфные животные похитили детей для профессора, чтобы он привратил их в доллотронов, но Бэтмену удаётся побить преступников, и он сдерживается, чтобы не убить виновных. Вскоре он в очередной раз беседует со священником, который говорит, что Уэйн всё ещё зациклен на Джокере. Юного Бэтмена поражает, откуда церковнослужитель так хорошо его знает, но в этот момент старик исчезает. После похорон Альфреда Дэмиен общается с котом, терзаясь, простит ли его отец. Он решает попросить у него помощи в поисках Джокера, но когда приходит в его комнату, обнаруживает, что Брюса нет, а на кушетке лежит карта Джокера. Бэтмен отправляется в доки, где погиб Дик Грейсон, и находит измученного отца. Его встречают новый Джокер, который вдохновился сумасшедшим клоуном, и банда животных.
Дэмиен начинает битву со злодеями, и они доминируют числом. Герой сдерживается, чтоб не убить их. Когда он разбирается с множеством головорезов, новый Джокер подмечает, что между ним и новым Бэтменом есть нечто схожее, однако Дэмиен не соглашается. Джокер пытается застрелить Брюса, но Бэтмен успевает спасти отца, свалив Джокера. Последний говорит, что поскольку Бэтмен лишь отправит его в лечебницу, то клоун вернётся, тогда Дэмиен сильнее калечит Джокера, но тот всё ещё живёт. Когда герои уходят, появляется настоящий Джокер, который добивает самозванца. В дальнейшем кот Альфреда отмечает, что преступления в Готэме стали жёстче, а Дэмиен решает найти убийцу Дика. Он преследует бандитов и останавливает ограбление.

### Выпуски
| № | Дата выхода     | Название              | Оценка на Comic Book Roundup    |
| - | --------------- | --------------------- | ------------------------------- |
| 1 | 30 октября 2013 | Next of Kin           | 6,2 из 10 на основе 33 рецензий |
| 2 | 27 ноября 2013  | Hierarchy             | 6,8 из 10 на основе 17 рецензий |
| 3 | 31 декабря 2013 | If Animals Could Talk | 6,1 из 10 на основе 13 рецензий |
| 4 | 29 января 2014  | Full Cirlce           | 4 из 10 на основе 12 рецензий   |

### Сборники
| Название                             | Тип              | Дата выхода     | Собранный материал                      | Кол-во страниц | ISBN                       |
| ------------------------------------ | ---------------- | --------------- | --------------------------------------- | -------------- | -------------------------- |
| Damian: Son of Batman Deluxe Edition | Твёрдый переплёт | 16 июля 2014    | Damian: Son of Batman #1-4, Batman #666 | 176            | 978-1401246426, 1401246427 |
| Damian: Son of Batman                | Мягкая обложка   | 18 февраля 2015 | Damian: Son of Batman #1-4, Batman #666 | 176            | 978-1401250645, 1401250645 |

## Реакция

### Отзывы критиков
На сайте Comic Book Roundup серия имеет оценку 5,8 из 10 на основе 75 рецензий. Джесс Шедин из IGN дал первому выпуску 5,7 балла из 10 и посчитал, что его можно порекомендовать только самым ярым фанатам Дэмиена. Меган Дамор из Comic Book Resources, обозревая дебют, назвала Куберта талантливым художником. Рецензенты из Newsarama поставили первому выпуску крайне низкие оценки. Роберт Такопина из Comics Bulletin дал ему 2 звезды из 5 и порекомендовал его исключительно самым заядлым поклонникам Бэтмена. Тони Герреро из Comic Vine вручил дебюту 4 звезды из 5 и написал, что «это наш шанс увидеть Дэмиена таким, каким мы не могли увидеть его раньше».

### Продажи
Ниже представлен график продаж комикса за первый месяц выпуска на территории Северной Америки.